# Philautus refugii
Philautus refugii és una espècie de granota que es troba a Malàisia i, possiblement també, a Indonèsia.